# Linia kolejowa Durrës – Peqin
Linia kolejowa Durrës – Peqin (alb. Hekurudha Durrës – Peqin) – jednotorowa, niezelektryfikowana linia kolejowa w Albanii, łącząca portowe miasto Durrës ze śródlądowym miastem Peqin.

## Historia

### Przed II wojną światową
Przed II wojną światową w Albanii nie było ani jednej normalnotorowej linii kolejowej. 27 kwietnia 1940 r. okupujące Albanię Włochy rozpoczęły w Kavai budowę normalnotorowej linii kolejowej, mającej połączyć Durrës z Elbasanem. W uroczystej inauguracji prac budowlanych wziął udział premier Shefqet Vërlaci i inni przedstawiciele rządu jak np. Xhafer Ypi i Maliq Bushati. Plan zakładał otwarcie linii do końca 1941 r., jednak takie zamierzenie nie mogło zostać zrealizowane. Niepowodzenia armii włoskiej w wojnie z Grecją i dalszy przebieg wojny nie pozwoliły na szybkie ukończenie prac. Mimo trudności prace były jednak prawdopodobnie kontynuowane, gdyż w 1943 r. Wehrmacht dostarczył do Albanii lokomotywę parową typu Bayerische BB II, która miała pomóc w budowie linii. Nie jest pewne, czy V36 – pierwsza normalnotorowa lokomotywa spalinowa w Albanii – dostarczona została do kraju w czasie wojny, czy już w 1948 r. w ramach reparacji.

### Po II wojnie światowej
Budowę linii do Peqinu wznowiono z pomocą Jugosławii, po tym, jak w lipcu 1946 r. zawarto dwustronne porozumienie między Albanią a tym krajem. W zamian za udzielone kredyty i pomoc ekspertów, Albania miała dostarczać Jugosławii towary. Jugosłowianie byli zainteresowani importem ropy naftowej drogą kolejową z Kuçovy do Adriatyku. Jugosławia dostarczyła Albanii materiały niezbędne do dokończenia budowy linii i jej eksploatacji, w tym lokomotywy (dwie typu SHS 20 i jedną lokomotywę-cysternę z 1911 r. produkcji Hohenzollern) oraz 69 wagonów należących wcześniej do Jugoslovenskich Državnych Železnic i 24 kilometry szyn. Związek Radziecki przekazał z kolei Albanii cztery lokomotywy parowe typu BBÖ 270 z Austrii.
Prace budowlane rozpoczęto 1 maja 1947 r. Szybkie zakończenie budowy było możliwe dzięki pracom wykonanym w czasie włoskiej okupacji. Na budowie linii pracowało 30 000 ochotników, pracujących w zamian za podstawowe produkty spożywcze. Wielu z nich było nastolatkami, dlatego też linię nazywano „koleją młodych”. W uroczystości uruchomienia linii wziął udział premier Enver Hoxha.
Dworzec w Durrës z 1947 r. znajdował się pierwotnie w śródmieściu miasta, w bezpośrednim sąsiedztwie portu. Zimą 1981 r. dworzec przeniesiono o 700 metrów na północ.
Infrastruktura linii, podobnie jak pozostałych odcinków albańskiej sieci kolejowej, jest w bardzo złym stanie technicznym.